# Pierre Jean François Turpin
Pierre Jean François Turpin (* 11. März 1775 in Vire; † 1. Mai 1840 in Paris) war ein französischer Botaniker und Maler. Sein offizielles botanisches Autorenkürzel lautet „Turpin“.

## Leben und Wirken
Turpin ist einer der bedeutendsten Pflanzenmaler seiner Zeit. Er war 1791 in Haiti als französischer Soldat stationiert und lernte dort den Botaniker Pierre Antoine Poiteau kennen, mit dem er in den folgenden Jahren intensiv zusammenarbeitete und dessen Pflanzenfunde er porträtierte. Turpin arbeitete jedoch auch mit anderen Naturforschern zusammen, so mit Alexander von Humboldt und Aimé Bonpland. Er schuf rund 900 Abbildungstafeln für das amerikanische Reisewerk Humboldts.

## Dedikationsnamen
Ihm zu Ehren wurde die Gattung Turpinia Vent. aus der Pflanzenfamilie der Pimpernussgewächse (Staphyleaceae) benannt.

## Mitgliedschaften
Als 1838 La Société Cuvierienne gegründet wird, war er eines der 140 Gründungsmitglieder der Gesellschaft. Seit 16. Dezember 1833 war er Mitglied der Académie des sciences.

## Werke
- Icones selectae plantarum (1773–1847, Hrsg. Benjamin Delessert)
- Traité des arbres fruitiers (1700–1782, mit Pierre Antoine Poiteau, Neuauflage des Werks von Henri Louis Duhamel du Monceau)
- Plantes équinoxiales (1808, Texte von Alexander von Humboldt und Aimé Bonpland; die Illustrationen zusammen mit Pierre Antoine Poiteau)
- Leçons de flore: Cours complet de botanique (1819–1820, Text von Jean Louis Marie Poiret)